# Nguyễn Hữu Thọ
Nguyễn Hữu Thọ (Bến Lức, 10 luglio 1910 – Hanoi, 24 dicembre 1996) è stato un politico e rivoluzionario vietnamita.

## Biografia
Strenuo oppositore del governo autoritario del Vietnam del Sud, a partire dal 1961 divenne il principale dirigente politico del Fronte di Liberazione Nazionale del Vietnam del Sud, la struttura amministrativa che guidava concretamente la guerriglia comunista dei Vietcong durante la guerra del Vietnam.
Nel 1969 il Fronte di Liberazione Nazionale divenne ufficialmente il Governo Rivoluzionario Provvisorio del Vietnam del Sud e Nguyễn Hữu Thọ assunse la carica di presidente del nuovo organismo politico. Egli mantenne la carica fino alla vittoria finale delle forze comuniste nella guerra e alla riunificazione del paese.
Dal marzo 1980 al luglio 1981 è stato Presidente del Vietnam.